# Kiberkend
Kiberkend (azerbajdzjanska: Köbərkənd) är en ort i Azerbajdzjan.   Den ligger i distriktet Bərdə Rayonu, i den centrala delen av landet, 230 km väster om huvudstaden Baku. Kiberkend ligger 50 meter över havet och antalet invånare är 570.
Terrängen runt Kiberkend är platt, och sluttar brant österut. Närmaste större samhälle är Barda, 4,8 km väster om Kiberkend.
Omgivningarna runt Kiberkend är en mosaik av jordbruksmark och naturlig växtlighet. Runt Kiberkend är det ganska tätbefolkat, med 129 invånare per kvadratkilometer.